# Astons stenar
Astons stenar är en barnbok skriven av Lotta Geffenblad 2004. Det är den första av två böcker som handlar om hunden Aston, och är utgiven av Bonnier Carlsen bokförlag som även gav ut uppföljaren Astons presenter. Astons stenar finns även som animerad film, och har satts upp som föreställning av Teater Pero och som har spelats i över tio år i både Sverige och världen.
Astons stenar vann Bonnier Carlsens bilderboktävling 2004, och har även tilldelats  internationella priser, bland annat:
- The Silver Goats i Ale Kino i Polen 2007
- Barnjury's pris i RICA, Wissembourg, Frankrike 2007
- Juryns Diplom o KROK, Ukraina 2007
- Honourable mentione i Ottawa int. Aniamations festival 2007

## Handling
Aston hittar ensamma stenar ute i naturen som han tar hem och tvättar och bäddar ner. Genom årets alla årstider hittar han stenar, en del stora och del små. Till slut blir det väldigt många stenar.